# Ion Ștefan
Ion Ștefan (ur. 22 stycznia 1969) – rumuński polityk i przedsiębiorca, deputowany, w latach 2019–2020 minister robót publicznych, rozwoju i administracji.

## Życiorys
Z wykształcenia inżynier elektromechanik, ukończył studia w Institutul de Marină Civilă w Konstancy. Zawodowo związany z sektorem prywatnym (w branży produkcji opakowań z plastiku). Został dyrektorem generalnym Balcanic Prod, a także udziałowcem tej spółki i powiązanych przedsiębiorstw.
Działacz Partii Narodowo-Liberalnej w okręgu Vrancea. W wyborach w 2016 uzyskał mandat posła do Izby Deputowanych, pełnił funkcję wiceprzewodniczącego klubu poselskiego PNL. W 2020 z powodzeniem ubiegał się o poselską reelekcję.
W listopadzie 2019 nowo powołany premier Ludovic Orban powierzył mu stanowisko ministra robót publicznych, rozwoju i administracji. Pozostał na tej funkcji również w utworzonym w marcu 2020 drugim gabinecie dotychczasowego premiera. Zakończył urzędowanie w grudniu 2020. Jesienią 2021 w trakcie kryzysu w PNL wystąpił z jej frakcji poselskiej. Dołączył do nowego ugrupowania Forța Dreptei, które założył Ludovic Orban.